# Trolleholms slott
Trolleholm är även namnet på en ort vid Trolleholms slott, se Trolleholm (småort). För fartyget, se M/S Trolleholm.
Trolleholm är ett slott i Torrlösa socken i Svalövs kommun, någon mil öster om Svalöv. Det har funnits ett slott på platsen sedan medeltiden men det nuvarande slottet byggdes huvudsakligen på 1760-talet efter ritningar av Carl Hårleman. Sitt sagoliknande utseende fick Trolleholm under slutet av 1800-talet då slottet restaurerades i tidig renässansstil. Här finns också ett lusthus från 1700-talet. 
Slottet består av tre trevåningsbyggnader i röd oputsad tegel. De omges av fyra hörntorn med skyttegluggar och koniska huvar. I nordöstra hörnet av borggården finns ett trapptorn, även det med konisk huv. Slottet är inte öppet för allmänheten, men delar av det används som hotell/restaurang.

## Historia

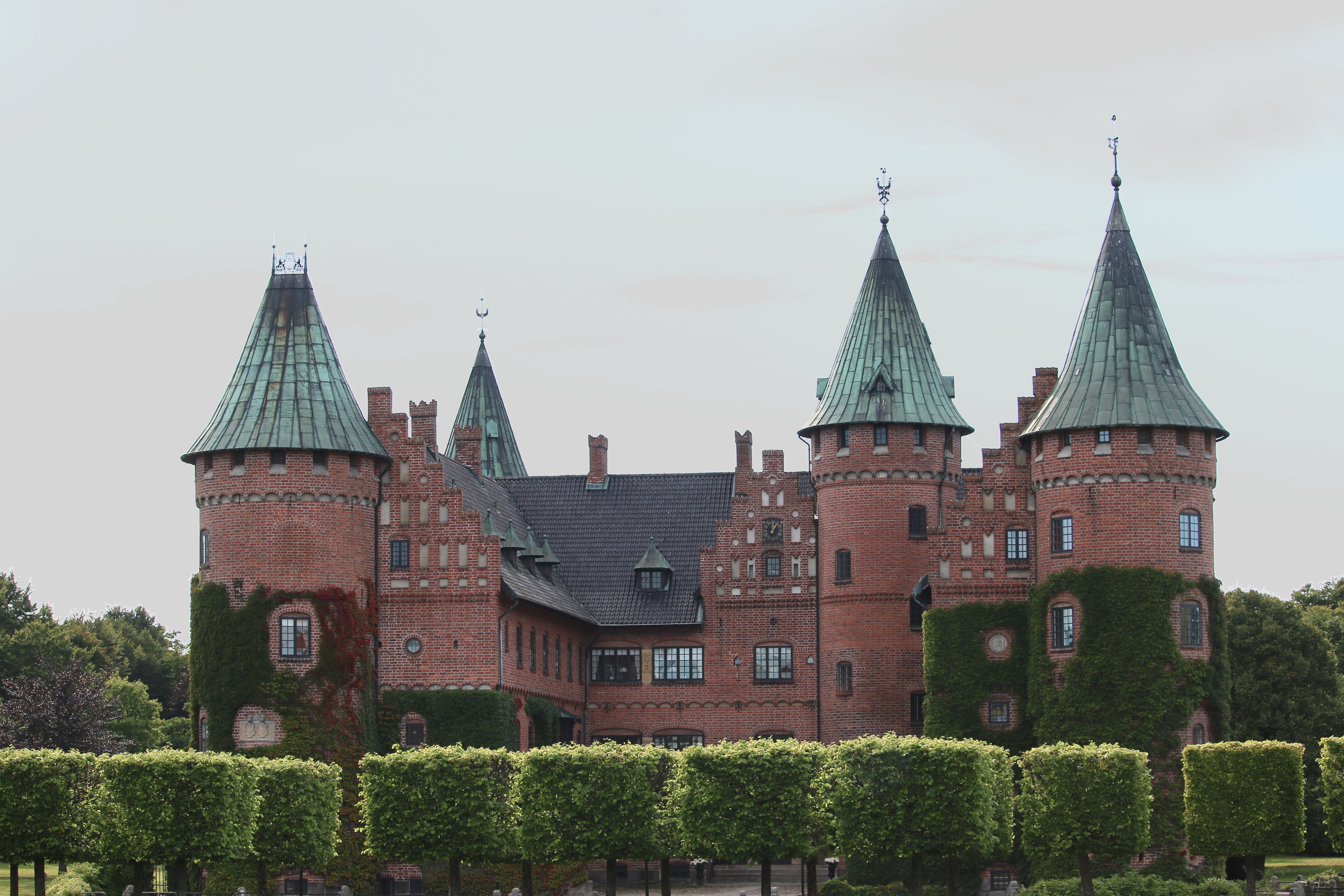
Trolleholms slott, 2016.

Trolleholm kallades ursprungligen Kattisnabbe eller Kattsnave. Det kom på 1500-talet i danska riksrådet Tage Ottesen Thotts ägo. Han byggde om slottet och kallade det Eriksholm 1538. 1658 blev Skåne svenskt. 
1676 började det skånska kriget. Slottets ägare, den unge Tage Ottesen Thott, blev dömd till döden av svenskarna och flydde med hela sin familj till Danmark. Svenskarna besatte sedan slottet och hade minst två kanoner där (vilket omnämns i danska krigsrapporter). När svenskarna drog från slottet brändes det delvis ned av danskarna. Det blev fred 1679. Trots att Tage Thott benådades vågade han och familjen inte återvända utan satte godset till salu. 
1680 inköptes godset av danska riksrådet Niels Trolles änka, Helle Rosenkrantz. Hennes sonsöner sålde det 1727 till sin kusin, överstelöjtnant Fredrik Trolle, som 1755 lät göra det till fideikommiss och ändra dess namn till Trolleholm. Genom hans dotter Vivikas giftermål med greve Gustaf Bonde kom Trolleholm till denna släkt. Efter detta bär innehavarna namnet Trolle-Bonde. 
Deras sonson Gustaf Trolle-Bonde delade 1808-1837 godset i farmer. De förut hoveriskyldiga bönderna skulle som arrendatorer bruka sina gårdar. Stora ladugårds- och ekonomi- samt skol- och fattighus byggdes. Efter hans död innehades Trolleholm av brorsonen greve Gustaf Trolle-Bonde d.y. och därefter av dennes andre son greve Carl Johan Trolle-Bonde som lät restaurera slottet efter ritningar av arkitekten Ferdinand Meldahl. Sedan den siste fideikommissarien ryttmästare greve Carl Trolle-Bonde avlidit 1969 avvecklades fideikommisset. Men slottet ägs fortfarande av släkten Trolle-Bonde.

### Bibliotek
Trolleholms slott innehåller även ett av Nordens största privata bibliotek som omfattar ca 45 000 band. Det grundades av Carl Trolle-Bonde (1843–1912) och omfattar huvudsakligen svensk historia, genealogi, biografi, topografi samt medeltidslitteratur.  Det innehåller även åtskilliga värdefulla handskrifter, bl.a. från ätten Soops arkiv på Stora Bjurum.

### Evenemangsuthyrning
Numera hyrs en del av slottets rum ut till företag som köpt andelar i Trolleholms Slott AB för representation. Två säsonger av TV-serien Stjärnorna på slottet spelades in på Trolleholm 2006 och 2007 och visades i Sveriges Television.